# Københavns Forstadsklubbers Boldspil Union
Københavns Forstadsklubbers Boldspil Union (K.F.B.U.) var en lokal københavnsk fodboldunion, som blev skabt som en fællesunion (udvidet turneringssamarbejde) mellem forstadsunionerne fra Nordre Birks Boldspil-Union, Amager Boldspil-Union og Valby Boldspil Union, som på det tidspunkt ikke var medlem af Københavns Boldspil-Union. Den 1. maj 1918 blev Nørrebros Fodbold Union optaget som den fjerde union.
Amager Boldspil-Union indkaldte til et indledende møde i december måned 1915 og et efterfølgende møde den 8. februar 1916, hvor unionen blev stiftet under navnet De københavnske Forstadsklubbers Boldspil Union. Først på et møde søndag den 28. januar 1917 fik sammenslutningen navnet Københavns Forstadsklubbers Boldspil Union. Første og eneste formand igennem unionens levetid blev L. Hartoft – som repræsentant fra Nordre Birks Boldspil-Union. Unionen blev ikke optaget i Danmarks Idræts-Forbund, men i efteråret 1918 blev den optaget i Københavns Boldspil-Union som en særlig afdeling med egen turneringsledelse – på en to-årig ordning.
Unionen blev opløst ved udgangen af 1920 som et direkte resultat af omkostningerne forbundet med Rigsdagens beslutning i foråret samme år om at beskatte alle offentlige sportskampe. Unionens medlemsklubber blev delt imellem Københavns Boldspil-Union (16 klubber) samt Sjællands Boldspil-Union (klubberne under Nordre Birks Boldspil Union).
Den 1. april 1917 startedes et fællesorgan under navnet Fodboldbladet som en fortsættelse af Amager Boldspil Unions blad, Unionsbladet og Valby Boldspil Unions blad, Fodboldbladet, som blev udgivet under resten af unionens levetid.
Unionen afholdt en række turneringer på nogle mangelfulde anlæg, som var medvirkende til at Københavns Kommune efterfølgende anlagde flere idrætsanlæg i forstæderne.